# Eneko Andueza
Eneko Andueza Lorenzo (Éibar, Guipúzcoa, 11 de junio de 1979) es un político español, secretario general del PSE-EE desde 2021 y candidato a lendakari por dicha formación en las elecciones al Parlamento Vasco de 2024.

## Biografía
Eneko Andueza nació en Éibar el 11 de junio de 1979, donde cursó Bachillerato en el Colegio La Salle. Es licenciado en Ciencias Políticas y de la Administración por la Universidad del País Vasco.
Comenzó su trayectoria política a los 17 años al afiliarse al Partido Socialista de Euskadi y a las Juventudes Socialistas de Euskadi. Ha sido, circunstancialmente, concejal en el Ayuntamiento de Ordicia, cubriendo la vacante de varios compañeros locales que, fruto de la presión de la violencia de ETA, no quisieron ejercer su cargo; asesor del Delegado del Gobierno en Euskadi, jefe de Gabinete de Iñaki Arriola, y teniente alcalde en el Ayuntamiento de Éibar, donde ha ocupado también la secretaría general de la agrupación socialista local.
Posteriormente ha sido portavoz del Grupo Juntero Socialista en la Juntas Generales de Guipúzcoa, y desde 2016 es miembro del Parlamento Vasco. En agosto de 2020 fue elegido portavoz del grupo parlamentario socialista del Parlamento Vasco para la XII legislatura, sucediendo a José Antonio Pastor.
En diciembre de 2020 publicó el libro Los toros, desde la izquierda, con el que «pretende eliminar complejos y poner argumentos en la defensa de nuestra afición desde una visión progresista».
Ha sido secretario general del PSE-EE de Gipuzkoa (2017-2021), cargo al que accedió tras ser secretario general de la Agrupación Socialista de Éibar (2009-2017). Además, es miembro de la Comisión Ejecutiva del PSE-EE de Euskadi y miembro del Comité Federal del PSOE.
Tras la decisión de Idoia Mendia de no presentarse a la reelección como Secretaria General del PSE-EE, se celebró un proceso de primarias, en el que Eneko Andueza recibió un 95,30 % de los votos de la militancia socialista. Fue ratificado como secretario general en el marco del 9.º Congreso de los Socialistas Vascos, celebrado en Bilbao en noviembre de 2021.
Fue el candidato a lendakari del Gobierno Vasco para las elecciones al Parlamento Vasco de 2024 por el PSE-EE incrementando su representación de los 10 anteriores a los 12 parlamentarios.

## Libros publicados
- Dolores Aguirre, Palabra de Ganadera (Editorial Servisistem , 2014)
- José Cruz, el sueño de Joselillo (Editorial Servisistem, 2016)
- Los toros desde la izquierda (Editorial Servisistem, 2020)
- Jóvenes sin juventud (Fundación Ramón Rubial, 2021)